# Fran Cárdenas
Francisco Javier Cárdenas Maldonado (La Palma del Condado, Provincia de Huelva, 3 de octubre de 1990) es un exjugador español de baloncesto. Con una altura oficial de un metro y setenta y siete centímetros, su posición es la de base.

## Biografía
Cárdenas se formó como jugador en las categorías inferiores del equipo de la Palma del Condado. Con trece años, y todavía en edad infantil, llegó a la cantera del equipo sevillano del Caja San Fernando. En su primer año de junior debutó en el circuito sub-20 quedando subcampeón de España después de jugar la final contra el FC Barcelona. Con 16 años debutó en la liga EBA con el Écija-Caja San Fernando y ese mismo año con el equipo junior disputó nuevamente el campeonato de España quedando en tercer lugar. Este base onubense fue el base titular del Qlat Cajasol de Sevilla en la Liga LEB Plata promediando 8,7 puntos (50,4 % tiros de dos, 43,4 % triples y 79,7 % en tiros libres), 2,2 rebotes, 3,6 asistencias y un 10,3 de valoración en sus 28 minutos jugados de media en cada encuentro.
En 2010 firmó por el Club Ourense Baloncesto, debutando en la Liga LEB Oro en la temporada 2010/11. Continuó la campaña siguiente en Ourense, esta vez en LEB Plata, logrando el ascenso de nuevo a LEB Oro.
En 2012 firma con la Unión Financiera Baloncesto Oviedo para disputar la Liga LEB Plata. Logró el ascenso en la temporada 2012/13 y fue el máximo asistente de la competición con una media de 6,4 pases, el sexto jugador más valorado (16), el octavo que más balones recuperó (1,7) y el sexto con mejor porcentaje en tiros de tres (39%). En los veinte partidos de liga regular que disputó con el Unión Financiera Asturiana Oviedo Baloncesto obtuvo una media de veintinueve minutos en pista, 9,6 puntos, 3,9 rebotes, 6,4 asistencias y 16 de valoración. Repitió como jugador del Oviedo en 2013/14, esta vez en LEB Oro, registrando unos números de 9.9 puntos (57 % en tiros de dos, 44 % en triples y 81 % en libres) y 4,4 asistencias para 12.7 de valoración y alcanzando las semifinales del Playoff de la competición.
En 2014 el Obradoiro de Liga ACB ficha al base por dos temporadas, disputando además una tercera. Sumó un total de 53 partidos en Liga ACB en los que promedió 1.5 puntos y 1.4 asistencias en 7.6 minutos.
En la temporada 2017/18 regresa a LEB Oro, de nuevo con el Unión Financiera Oviedo. Cárdenas disputa 14 partidos hasta sufrir la rotura de ligamento anterior cruzado de la rodilla derecha, causando baja para el resto de la temporada. Hasta el momento de su lesión promedió 8.8 puntos y 4.1 asistencias.
Inicia la temporada 2018/19 nuevamente en las filas del Oviedo, pero tras jugar únicamente 9 partidos sufrió, en un encuentro frente al Araberri, la misma lesión que la temporada anterior, esta vez en la rodilla izquierda, siendo también baja hasta el final de la temporada. Cárdenas anunció a finales de mayo de 2019 su despedida del club ovetense.
En 2019/20 firma con el Peñas Huesca, club con el que disputa 18 partidos con promedios de 5.3 puntos (48% en triples) y 3.8 asistencias hasta la cancelación prematura de la temporada debido a la pandemia de coronavirus.
En la temporada 2020/21 ficha por el Cáceres Patrimonio de la Humanidad de Liga LEB Oro. Debido a varias lesiones, únicamente pudo disputar 14 partidos en los que acreditó medias de 5.6 puntos y 2.9 asistencias.
En julio de 2021, anuncia su decisión de abandonar el baloncesto de alto nivel y seguidamente se conoce su fichaje por el CD Huelva Baloncesto para disputar la Liga EBA 2021/22.
El 10 de mayo de 2024, anuncia su retirada definitiva como jugador de baloncesto.

## Trayectoria
- Categorías inferiores. CB Sevilla.
- CB Qalat Cajasol (2008-2010)
- Aguas de Sousas Ourense (2010-2012)
- Unión Financiera Oviedo Baloncesto (2012-2014)
- Obradoiro CAB (2014-2017)
- Unión Financiera Oviedo Baloncesto (2017-19)
- Club Baloncesto Peñas Huesca (2019-20)
- Cáceres Patrimonio de la Humanidad (2020-2021)
- Club Baloncesto Huelva la Luz (2021-2024)